# Géza Toldi
Géza Toldi (11 de febrer de 1909 – 16 d'agost de 1985) fou un futbolista hongarès dels anys 30.
El seu principal club fou el Ferencvárosi TC. També jugà amb la selecció d'Hongria, amb la qual jugà els Mundials de 1934 i 1938. Fou capità de la selecció el 1936 i marcà dos gols al Mundial d'Itàlia 34 i un gol al Mundial de França 38.
Fou entrenador de la selecció de Bèlgica entre el 27 d'octubre de 1957 i el 26 de maig de 1958, dirigint l'equip un total de sis partits. També dirigí l'AGF Aarhus entre 1955 i 1957 i guany÷a tres campionats.